# Ernst van Ee
Ernst van Ee is een Nederlandse drummer. Hij is actief binnen de genres progressieve metal en bluesrock.
In 2013 werd Van Ee genomineerd voor de Dutch Blues Awards.
Van Ee heeft onder andere gespeeld in de volgende bands:
- Highway Chile
- Helloïse
- Threnody
- Vengeance
- Half Past Midnight

Van Ee heeft als bandlid meegewerkt aan diverse albums. Daarnaast maakte hij twee soloalbums: Power Play (2000) en Dance With An Angel (2001).
- Virtual International Authority File: 23153061243719201285